# جورج هاوس
جورج هاوس (16 سبتمبر 1895 - 16 أبريل 1945) جنرالًا في الفيرماخت في ألمانيا النازية خلال الحرب العالمية الثانية. وقد حصل على وسام الفارس الصليبي الحديدي. قُتل هاوس في 16 أبريل 1945 بالقرب من بيلاو، شرق بروسيا خلال هجوم زيملاند السوفياتي. تمت ترقيته بعد وفاته إلى جينيرال لوتنانت.

## الجوائز والأوسمة
- وسام الفارس الصليبي الحديدي في 12 فبراير 1944 بصفته أوبرست وقائد غرينادير فوج 55 [2]